# Vịnh James

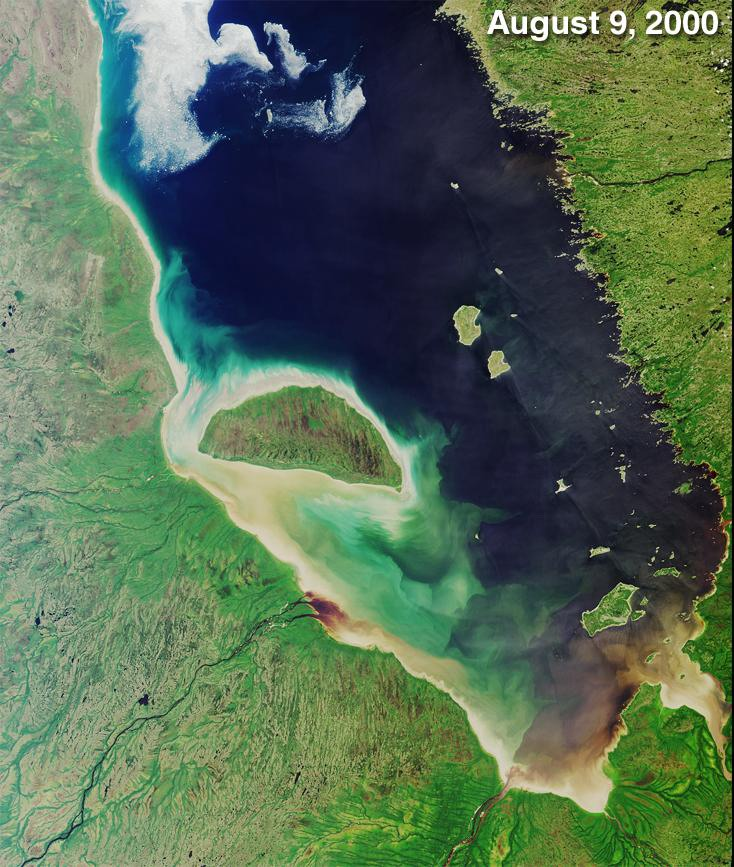
Vịnh James, nhìn từ vệ tinh

Vịnh James (tiếng Anh: James Bay; tiếng Pháp: Baie James, tiếng Cree: Wînipekw), một nhánh nối dài phía nam của vịnh Hudson, nằm ở Canada giữa các tỉnh bang Québec và Ontario. Vịnh này có diện tích 32.000 km² và khá nông, với chiều sâu trung bình 60 m. Vùng vịnh James có nhiều khu rừng là nơi sinh sống của các loài hoang dã, bao gồm hải ly, linh miêu, tuần lộc caribou, gấu đen, nai sừng tấm Bắc Mỹ... Mùa hè ở khu vực này có thời gian ít và thời tiết mát mẻ, mùa đông thì dài và lạnh giá, nước vịnh James đóng băng vào mùa Đông.
Có nhiều đảo ở trong vịnh này, tất cả các đảo đều không có người ở và các đảo có cao độ thấp hơn thủy triều thuộc về lãnh thổ Nunavut. Akimiski là đảo lớn nhất, có diện tích 3000 km². Có 8 sông chính chảy vào vịnh James. Các sông bắt nguồn từ phía bắc Québec là sông Eastmain, sông La Grande, sông Rupert, sông Harricanaw và sông Nottaway, và các sông bắt nguồn từ Ontario là sông Moose, sông Albany và sông Attawapiskat.
Có 6 cộng đồng thổ dân sống dọc theo bờ vịnh James: Moosonee và Attawapiskat ở Ontario; Chisasibi, Eastmain, Fort-Rupert và Wemindji ở Québec. Chisasibi, cộng đồng lớn nhất trong số này, là một cộng đồng dân cư tại cửa sông La Grande. Ban đầu được gọi là Fort George, nó được dời lên một khu cao hơn do thung lũng này đã bị ngập nước khi giai đoạn 1 của Dự án thủy điện vịnh James hoàn thành vào năm 1985. Đây là dự án thủy điện bao gồm một loạt các đập trên các sông dẫn đến vịnh.